# Tabai
Tabai (griechisch Tάβαι) war eine antike Stadt in der kleinasiatischen Landschaft Karien, an der Grenze zu Phrygien und Pisidien. Sie lag beim heutigen Kale in der türkischen Provinz Denizli. Der Name Tabai wird dagegen von der heutigen Stadt Tavas fortgeführt, die sich nicht fern davon, aber an anderer Stelle befindet.
Nördlich von Tabai, das auf einem Hügel lag, erstreckte sich eine nach der Stadt benannte Ebene, in der es weitere kleine Ansiedlungen gab. Die französischen Epigraphiker Louis Robert und Jeanne Robert erforschten die Inschriften und historische Geographie der Gegend in ihrem Corpus La Carie II.
In römischer Zeit (vom 1. Jahrhundert v. Chr. bis zum 3. Jahrhundert n. Chr.) prägte Tabai eigene Münzen. In der Spätantike war es Sitz eines Bischofs. Auf das Bistum geht das Titularbistum Tabae der römisch-katholischen Kirche zurück.
Nach der türkischen Eroberung bekam die Stadt im 14. Jahrhundert den Namen Kale-i Tavas.